# Snoop Dogg
Calvin Cordozar Broadus, Jr. (sinh 20 tháng 10 năm 1971) thường được biết đến với nghệ danh Snoop Dogg, là một nam rapper kiêm diễn viên người Mỹ.
Sự nghiệp âm nhạc của ông bắt đầu vào năm 1992 khi ông được phát hiện bởi Dr. Dre và xuất hiện trong buổi ra mắt solo của Dre, "Deep Cover", và sau đó là album đầu tay solo của Dre, The Chronic. Ông đã bán được hơn 23 triệu album tại Hoa Kỳ và 35 triệu album trên toàn thế giới.
Album đầu tay của Snoop, Doggystyle, được sản xuất bởi Dr. Dre, được phát hành vào năm 1993 bởi Death Row Records. Được kích thích bởi sự phấn khích do Snoop thể hiện trên The Chronic, album đã xuất hiện ở vị trí số một trên cả bảng xếp hạng Album R & B / Hip-Hop hàng đầu của Billboard. Bán được gần một triệu bản trong tuần đầu tiên phát hành, Doggyu đã trở thành chứng nhận bạch kim tăng gấp bốn lần vào năm 1994 và ra mắt một số đĩa đơn thành công, bao gồm "What's My Name?" và "Gin & Juice". Năm 1994, Snoop đã phát hành một bản nhạc phim trong Death Row Records cho bộ phim ngắn Murder Was the Case, với sự tham gia diễn xuất của chính ông. Album thứ hai của ông, Tha Doggfather (1996), cũng đã ra mắt ở vị trí số một trên cả hai bảng xếp hạng, với "Snoop's Upside Ya Head" là đĩa đơn chính. Album được chứng nhận double platinum vào năm 1997.
Sau khi rời Death Row Records, Snoop đã ký hợp đồng với No Limit Records, nơi ông đã thu âm ba album tiếp theo của mình, Da Game Is To Be Sold, Not to Be Told (1998), No Limit Top Dogg (1999) và Tha Last Meal (2000). Snoop sau đó đã ký hợp đồng với Priority / Capitol / EMI Records vào năm 2002, nơi ông phát hành Paid tha Cost để trở thành ông chủ. Sau đó, ông đã ký hợp đồng với Geffen Records vào năm 2004 cho ba album tiếp theo của mình, R & G (Nhịp điệu & Gangsta): Kiệt tác, Xử lý thảm xanh và Ego Trippin '. Malice 'n Wonderland (2009) và Doggumentary (2011) đã được phát hành trên Priority. Snoop Dogg đã đóng vai chính trong các bộ phim chuyển động và tổ chức một số chương trình truyền hình, bao gồm Doggy Fizzle Televizzle, Cha của Snoop Dogg và Dogg After Dark. Ông cũng huấn luyện một giải bóng đá trẻ và đội bóng đá trường trung học. Vào tháng 9 năm 2009, Snoop được EMI thuê làm chủ tịch của Priority Records được kích hoạt lại.
Vào năm 2012, sau một chuyến đi đến Jamaica, Snoop đã tuyên bố chuyển đổi sang đạo Rastafarianism và một nghệ danh mới, Snoop Lion. Với nghệ danh Snoop Lion, ông phát hành một album reggae, Reincarnated, và một bộ phim tài liệu cùng tên, về kinh nghiệm sống ở Jamaica của ông, vào đầu năm 2013. Album phòng thu thứ 13 của ông, Bush, được phát hành vào tháng 5 năm 2015 và đánh dấu sự trở lại của tên Snoop Dogg. Album phòng thu solo thứ 14 của ông, Coolaid, được phát hành vào tháng 7 năm 2016. Snoop đã có 17 đề cử Grammy mà không có chiến thắng nào. Vào tháng 3 năm 2016, đêm trước WrestleMania 32 ở Arlington, Texas, ông được giới thiệu vào cánh gà những người nổi tiếng của Đại sảnh vinh danh WWE, đã xuất hiện nhiều lần đại diện cho công ty, bao gồm việc làm người dẫn chương trình trong trận đấu tại WrestleMania XXIV. Năm 2018, ông phát hành album nhạc phúc âm đầu tiên của mình, Bible of Love. Vào ngày 19 tháng 11 năm 2018, Snoop Dogg đã được đúc tặng một ngôi sao trên Đại lộ Danh vọng Hollywood. Đến năm 2019, ông mới được đông đảo fan hâm mộ Việt Nam biết đến khi kết hợp cùng Sơn Tùng M-TP trong ca khúc Hãy trao cho anh.

## Tuổi thơ
Calvin Cordozar Broadus Jr. sinh ra ở Long Beach, California, là con thứ hai trong ba người con trai. Ông được đặt theo tên của cha dượng, Calvin Cordozar Broadus Sr. Mẹ ông là Beverly Broadus (nhũ danh Tate). Cha ruột của ông, Vernell Varnado, là một cựu chiến binh Việt Nam, ca sĩ và người làm nghề vận chuyển thư, vốn thường xuyên vắng mặt trong cuộc đời của con trai. Khi còn là một cậu bé, cha mẹ của Broadus đã đặt biệt danh cho ông là "Snoopy " vì ngoại hình và tình yêu của ông với nhân vật hoạt hình của Peanuts, nhưng thường gọi ông là Calvin khi ở nhà. Mẹ và cha dượng ông ly dị năm 1975. Khi còn rất trẻ, Broadus bắt đầu hát và chơi piano tại Nhà thờ Baptist Baptist Golgotha. Năm lớp sáu, ông bắt đầu đọc rap. Cha của Broadus rời khỏi gia đình khi anh mới chỉ ba tháng tuổi. Một xét nghiệm DNA được George Lopez đọc trên Lopez Tonight cho thấy Broadus là 71% người bản địa châu Phi, 23% người Mỹ bản địa và 6% người gốc châu Âu.
Khi còn là thiếu niên, Broadus thường xuyên gặp rắc rối với pháp luật. Ông là thành viên của băng đảng Rollin' 20 Crips ở khu vực Eastside của Long Beach, mặc dù Broadus tuyên bố vào năm 1993 rằng ông chưa bao giờ tham gia một băng đảng. Không lâu sau khi tốt nghiệp trung học, ông bị bắt vì sở hữu cocaine, và trong ba năm tiếp theo thường xuyên ra vào tù (bao gồm cả nhà tù Wayide). Với anh em họ của mình Nate Dogg, Lil' ½ Dead và người bạn Warren G, Snoop đã ghi các băng nhạc tự chế như một nhóm gọi là 213, đặt theo tên của mã vùng Long Beach. Một trong những phong cách tự do độc tấu đầu tiên của Broadus trên " Hold On " của En Vogue đã biến nó thành một bản mixtape được nhà sản xuất có ảnh hưởng là Tiến sĩ Dre quan tâm, và ông đã gọi để mời anh đến một buổi thử giọng. Cựu cộng tác viên của NWA, The D.O.C. đã dạy ông cách cấu trúc lời bài hát và tách các chủ đề thành các câu thơ, câu hát và điệp khúc.

## Sự nghiệp âm nhạc

### 1991-1998: Death Row,Doggystyle,vàTha Doggfather
Khi bắt đầu ghi âm, Broadus lấy nghệ danh là Snoop Doggy Dogg. Dr. Dre bắt đầu làm việc với Snoop Dogg, đầu tiên là bài hát chủ đề của bộ phim Deep Cover năm 1992, và sau đó là album solo đầu tay của Dr. Dre The Chronic với các thành viên khác trong nhóm khởi đầu cũ của anh, Tha Dogg Pound. Sự thành công khổng lồ của tác phẩm ra mắt của Snoop Dogg Doggystyle là một phần vì sự tương tác mở mãnh liệt này.

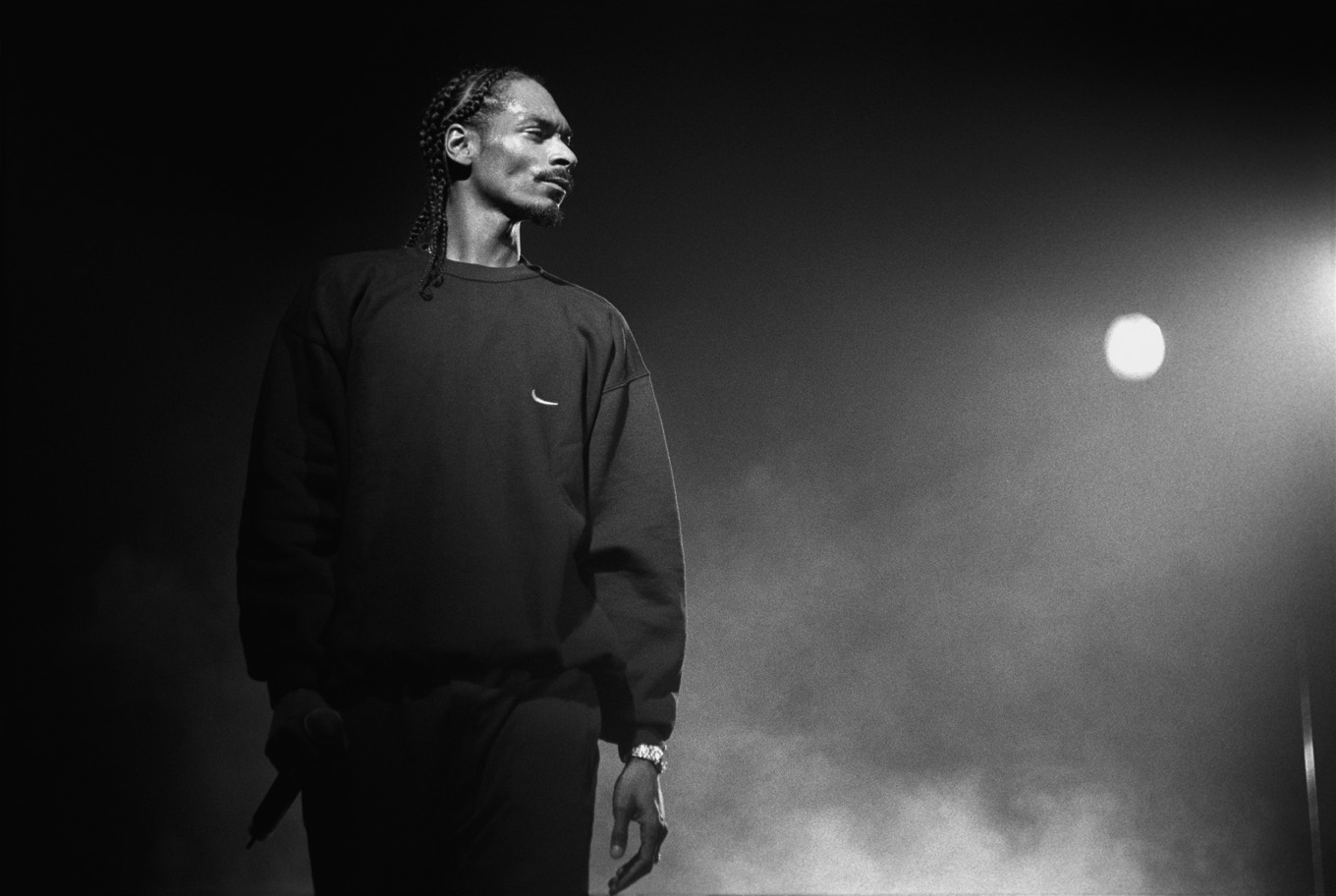
Snoop Dogg năm 1998

Thúc đẩy sự lên ngôi của hip-hop West Coast G-funk, các đĩa đơn " Who Am I (What My Name)?" và "Gin and Juice" đã lọt vào top 10 bài hát được nghe nhiều nhất ở Hoa Kỳ, và album của ông đứng trong Bảng xếp hạng Billboard trong vài tháng. Gangsta rap trở thành trung tâm của các cuộc tranh luận về kiểm duyệt và dán nhãn, với Snoop Dogg thường được sử dụng như một ví dụ về các nhạc sĩ bạo lực và kỳ thị nữ giới. Không giống như hầu hết các nghệ sĩ rap gangsta khó tính hơn, Snoop Dogg dường như thể hiện khía cạnh mềm mại hơn của mình, theo nhà báo âm nhạc Chuck Philips. Nhà phê bình âm nhạc của Rolling Stone Touré đã khẳng định rằng Snoop có giọng hát tương đối mềm mại so với các rapper khác: "Phong cách hát của Snoop là một phần của những gì đã khiến anh trở nên khác biệt: chỗ mà nhiều rapper hét lên, theo nghia trai và nghĩa phải, anh lại nói nhẹ nhàng."  Doggystyle, giống như The Chronic, có một loạt các rapper đã ký hợp đồng hoặc liên kết với nhãn Death Row bao gồm Daz Dillinger, Kurupt, Nate Dogg và những người khác.
Một bộ phim ngắn về phiên tòa giết người của Snoop Dogg, Murder Was the Case, được phát hành năm 1994, cùng với một bản nhạc đi kèm. Vào ngày 6 tháng 7 năm 1995, Doggy Style Records, Inc., một hãng thu âm được Snoop Dogg lập ra, đã được đăng ký với Bộ trưởng Ngoại giao California với tư cách là một thực thể kinh doanh C1923139.
Broadus được tha bổng cho tội giết người của mình vào ngày 20 tháng 2 năm 1996. Theo Broadus, sau khi được tha bổng, ông không muốn tiếp tục sống theo lối sống "găngxtơ", bởi vì ông cảm thấy rằng việc tiếp tục hành vi của mình sẽ dẫn đến một vụ ám sát hoặc án tù.
Sau khi được tha bổng, ông, mẹ của ông, và một cái cũi chứa 20 con chó pit bull của họ được chuyển đến một căn nhà 460m2 trên đồi Claremont, California và đến tháng 8 năm 1996 Doggy Style Records, một công ty con của Death Row Records, đã ký hợp đồng với Charlie Wilson của Gap Band với tư cách là một trong những nghệ sĩ đầu tiên của hãng thu âm. Ông hợp tác với nghệ sĩ rap đồng nghiệp Tupac Shakur trong đĩa đơn " 2 of Amerikaz Most Wanted " năm 1996. Đây là một trong những bài hát cuối cùng của Shakur khi còn sống; anh bị bắn vào ngày 7 tháng 9 năm 1996 tại Las Vegas, chết sáu ngày sau đó.

Snoop Dogg (trái) với Maynard James Keenan vào năm 2001

Vào thời điểm album thứ hai của Snoop Dogg, Tha Doggfather, được phát hành vào tháng 11 năm 1996, cái giá của việc tỏ ra rằng Dogg đang sống cuộc sống gangsta đã trở nên rất rõ ràng. Trong số nhiều trường hợp tử vong hoặc dính vào lao lý trong ngành hip hop là cái chết của người bạn và người cùng dùng một nhãn với Snoop Dogg là Tupac Shakur và gian lận bản cáo trạng của đồng sáng lập Death Row là Suge Knight. Tiến sĩ Dre đã rời Death Row trước đó vào năm 1996 vì tranh chấp hợp đồng, vì vậy Snoop Dogg đồng sản xuất Tha Doggfather với Daz Dillinger và DJ Pooh.
Album này có sự thay đổi rõ rệt về phong cách từ Doggyu và đĩa đơn dẫn đầu, " Snoop's Upside Ya Head ", có sự hợp tác với Charlie Wilson. Album được bán khá hợp lý nhưng không thành công như người tiền nhiệm. Tha Doggfather có cách tiếp cận nhẹ nhàng hơn với phong cách G-funk. Sau khi Tiến sĩ Dre rút khỏi Death Row Records, Snoop nhận ra rằng anh ta phải tuân theo hợp đồng dựa trên thời gian rất chặt chẽ (tức là Death Row thực tế sở hữu bất cứ thứ gì Snoop Dogg sản xuất ra trong một số năm nhất định) và từ chối sản xuất thêm bất kỳ bản nhạc nào cho Suge Knight, chỉ trừ "Fuck Death Row" mang tính xúc phạm cho đến khi hết hạn hợp đồng. Trong một cuộc phỏng vấn với Neil Strauss vào năm 1998, Snoop Dogg nói rằng mặc dù anh đã được công ty nhãn hiệu cũ của mình tặng những món quà xa hoa, họ đã giữ lại các khoản thanh toán tiền bản quyền của anh.
Stephen Thomas Erlewine của Allmusic nói rằng sau Tha Dogg Father, Snoop Dogg bắt đầu "rời xa gốc rễ gangsta của mình sang một thẩm mỹ trữ tình bình tĩnh hơn":, Snoop tham gia tour diễn hòa nhạc Lollapalooza năm 1997, chủ yếu là nhạc alternative rock. Troy J. Augusto của Variety nhận thấy rằng các bài hát của Snoop tại Lollapalooza đã thu hút "nhiều điệu nhảy, và, thật kỳ lạ, thậm chí là một mosh pit nhỏ" trong đám đông khán giả.

### 1998-2006: Ký hợp đồng với No Limit và tiếp tục thành công

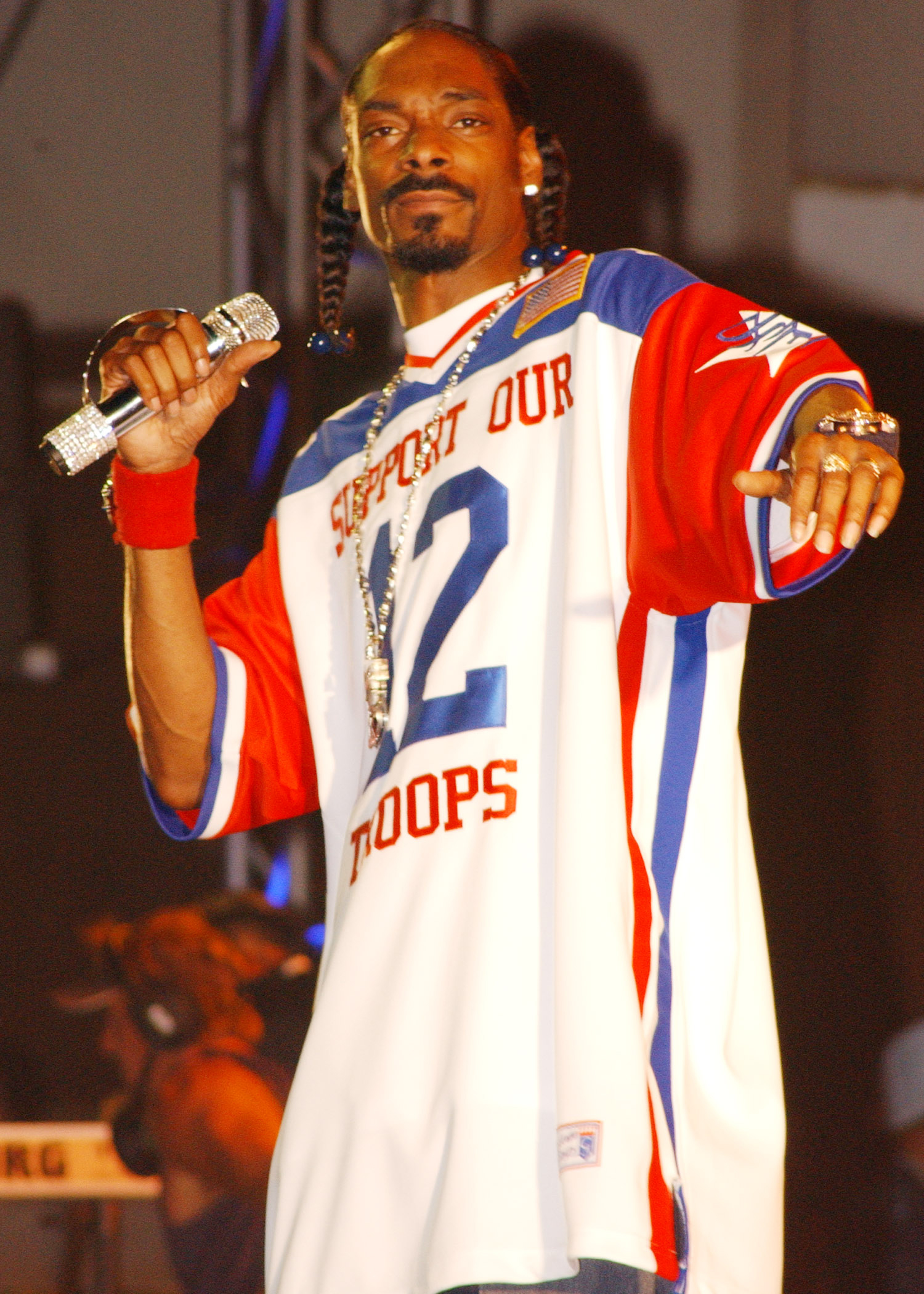
Snoop Dogg biểu diễn ở Hawaii trước các thành viên quân đội Hoa Kỳ vào năm 2005.

Snoop đã ký với No Limit Records của Master P (được phân phối bởi Priority Records / EMI Records) vào tháng 3 năm 1998 và ra mắt với công ty mới này với Da Game Is to Be Sold, Not to Be Told vào cuối năm đó. Các album khác của anh với công ty này là No Limit Top Dogg vào năm 1999 (bán được hơn 1.510.000 bản) và Tha Last Meal vào năm 2000 (bán được hơn 2.100.000 bản). Năm 1999, cuốn tự truyện của anh, Tha Doggfather, đã được xuất bản.
Năm 2002, ông phát hành album Paid tha Cost to Be da Bo$$, trên Priority / Capitol / EMI, bán được hơn 1.310.000 bản. Album bao gồm các đĩa đơn " From tha Chuuuch to da Palace " và " Beautiful ", với sự góp giọng của khách mời Pharrell. Ở giai đoạn này trong sự nghiệp, Snoop Dogg đã bỏ lại hình ảnh " xã hội đen" của mình và đón nhận một hình ảnh mới kiểu "ma cô".
Vào tháng 6 năm 2004, Snoop đã ký hợp đồng với Geffen Records / Star Trak Entertainment, cả hai hãng này có sản phẩm được phân phối bởi Interscope Records; Star Trak được lãnh đạo bởi bộ đôi nhà sản xuất Neptunes, nơi sản xuất một số bản nhạc cho bản phát hành năm 2004 của Snoop R&G (Rhythms & Gangsta): The Masterpiece. " Drop It Like it Hot " (hợp tác với Pharrell), đĩa đơn đầu tiên được phát hành từ album, là một hit và trở thành đĩa đơn đầu tiên của Snoop Dogg đạt vị trí số một. Bản phát hành thứ ba của ông là "Signs", có sự góp mặt của Justin Timberlake và Charlie Wilson, lọt vào bảng xếp hạng của Anh ở vị trí thứ 2. Đây là mục cao nhất của ông từng có trong bảng xếp hạng của Anh. Album đã bán được 1.730.000 bản chỉ riêng ở Mỹ và hầu hết các đĩa đơn của nó được phát rất nhiều trên đài phát thanh và truyền hình. Snoop Dogg đã cùng với Warren G và Nate Dogg để thành lập nhóm 213 và phát hành album The Hard Way năm 2004. Ra mắt ở vị trí thứ 4 trên Billboard 200 và số 1 trong Album R & B / Hip-Hop hàng đầu, nó bao gồm đĩa đơn "Groupie Luv". Snoop Dogg xuất hiện trong video âm nhạc cho " Twisted Transitor " của Korn cùng với các rapper đồng nghiệp Lil Jon, Xzibit và David Banner.
Snoop Dogg đã xuất hiện trên hai bản nhạc trong album 2006 của Ice Cube, Smile Now, Cry Later, bao gồm " Go to Church " và trên một số bản nhạc trên Cali Iz Active của Tha Dogg Pound cùng năm. Bài hát "Real Talk" của ông đã bị rò rỉ trên Internet vào mùa hè năm 2006 và một video sau đó đã được phát hành trên Internet. "Real Talk" được dành riêng cho cựu lãnh đạo Crips Stanley "Tookie" Williams và một người bất đồng chính kiến với Arnold Schwarzenegger, thống đốc bang California. Hai đĩa đơn khác mà Snoop thực hiện một màn trình diễn của khách là "Keep Bouncing" của Too $hort (cũng với will.i.am của Black Eyed Peas) và " Gangsta Walk " của Coolio.
Album 2006 của Snoop, Tha Blue Carpet Treatment đã ra mắt trên Billboard 200 ở vị trí thứ 5 và bán được hơn 850.000 bản. Album và đĩa đơn thứ hai "That's That Shit " có sự góp mặt của R. Kelly được các nhà phê bình hào hứng đón nhận. Trong album, ông hợp tác trong một video với E-40 và các rapper West Coast khác trong đĩa đơn " Candy (Drippin' Like Water) ".

## Danh sách đĩa nhạc
Album phòng thu
- 1993: Doggystyle
- 1996: Tha Doggfather
- 1998: Da Game Is to Be Sold, Not to Be Told
- 1999: No Limit Top Dogg
- 2000: Tha Last Meal
- 2002: Paid tha Cost to Be da Boss
- 2004: R&G (Rhythm & Gangsta): The Masterpiece
- 2006: Tha Blue Carpet Treatment
- 2008: Ego Trippin'
- 2009: Malice n Wonderland
- 2011: Doggumentary
- 2013: Reincarnated
- 2015: Bush

Album hợp tác
- 2000: Tha Eastsidaz (cùng Tray Deee và Goldie Loc dưới nghệ danh Tha Eastsidaz)
- 2001: Duces 'n Trayz: The Old Fashioned Way (cùng Tray Deee và Goldie Loc dưới nghệ danh Tha Eastsidaz)
- 2004: The Hard Way (cùng Nate Dogg và Warren G dưới nghệ danh 213)
- 2006: "Pesa Nasha Pyar" (cùng Bohemia (nhạc sĩ))
- 2011: Mac & Devin Go to High School (cùng Wiz Khalifa)
- 2013: 7 Days of Funk (cùng 7 Days of Funk dưới nghệ danh 7 Days of Funk)
- 2013: Royal Fam (cùng Spanky Danky and Dirty D dưới nghệ danh Tha Broadus Boyz)[34]

Đĩa đơn
- 2014: Hangover (cùng PSY)
- 2019: "Hãy Trao Cho Anh" - Give It To Me (cùng Sơn Tùng M-TP)